# Gil Hodges
Gilbert Ray Hodges (ur. 4 kwietnia 1924, zm. 2 kwietnia 1972) – amerykański baseballista i menadżer, jako zawodnik występował na pozycji pierwszobazowego przez 18 sezonów w Major League Baseball.

## Życiorys
Hodges studiował na St. Joseph's College, gdzie w latach 1942–1943 grał w drużynie uniwersyteckiej Saint Joseph's Pumas. W 1943 podpisał kontrakt jako wolny agent z Brooklyn Dodgers, w którym zadebiutował 3 października 1943; był to jego jedyny występ w tamtym sezonie. W latach 1944–1945 służył w U.S. Navy w stopniu sierżanta. W sezonie 1946 grał w Newport News Dodgers, klubie farmerskim Brooklyn Dodgers.
W 1947 rozegrał 28 meczów na pozycji łapacza i wystąpił w jednym spotkaniu World Series jako pinch hitter. Po przyjściu do zespołu Roya Campanelli w 1948, ówczesny menadżer Dodgers Leo Durocher przesunął Hodgesa na pierwszą bazę. 25 czerwca 1949 w meczu przeciwko Boston Braves zaliczył cycle. W tym samym roku po raz pierwszy wystąpił w All-Star Game. 31 sierpnia 1950 również w spotkaniu z Boston Braves jako czwarty zawodnik w historii MLB zdobył cztery home runy w jednym meczu. W 1955 zagrał w siedmiu meczach World Series, w których Dodgers pokonali New York Yankees 4–3 i zdobyli pierwszy w historii klubu mistrzowski tytuł. Cztery lata później ponownie wystąpił w finałach, w których Dodgers wygrali z Chicago White Sox 4–2, zdobywając pierwszy tytuł po przeniesieniu siedziby klubu z Nowego Jorku do Los Angeles.
W październiku 1961 został wybrany w drafcie dla nowo powstałych zespołów przez New York Mets. 11 kwietnia 1962 zdobył pierwszego home runa w historii klubu. W maju 1963 został menadżerem Washington Senators, zaś we wrześniu 1967 menadżerem New York Mets, którego poprowadził w 1969 roku do zwycięstwa w World Series nad faworyzowanym Baltimore Orioles. Zmarł przedwcześnie 2 kwietnia 1972 na zawał serca.
| Nagroda/wyróżnienie                       | Lata                                           | Źródło      |
| 8× All-Star                               | 1949, 1950, 1951, 1952, 1953, 1954, 1955, 1957 | [ 2 ]       |
| 3× Gold Glove Award                       | 1957, 1958, 1959                               | [ 7 ]       |
| 2× zwycięzca w World Series jako zawodnik | 1955, 1959                                     | [ 5 ] [ 6 ] |
| Zwycięzca w World Series jako menadżer    | 1969                                           | [ 5 ]       |
| Lou Gehrig Memorial Award                 | 1959                                           | [ 8 ]       |
| # 14 zastrzeżony przez Mets               | 1973                                           | [ 9 ]       |